# Casa McCook
La casa McCook (también conocida como la casa Willis McCook House) es una mansión históricade la ciudad de Pittsburgh, en el estado de Pensilvania (Estados Unidos). Fue construido durante 1906 y 1907 para Willis McCook y su familia. McCook fue un destacado empresario y abogado que representó a Henry Clay Frick. La casa fue agregada a la lista de Monumentos Históricos de la Fundación de Historia y Monumentos de Pittsburgh en 2009. La residencia histórica y su propiedad de ocho acres se agregaron oficialmente al Registro Nacional de Lugares Históricos el 20 de abril de 2011.

## Historia
A principios de la década de 1900, Willis McCook encargó la construcción de una mansión de 1858 m² para él, su esposa Mary y sus diez hijos en la Quinta Avenida en el vecindario Shadyside de Pittsburgh. Allí vivían muchos de los principales industriales, innovadores y banqueros de la ciudad, que por esa época gozó de una gran prosperidad.
Durante la construcción de la mansión McCook, la hija de McCook, se comprometió y este le hizo una casa de 743 m² adyacente a la suya. Esta se completó primero, y la casa principal se terminó en 1906. Ambas fueron diseñadas en estilo neoisabelino y neotudor por el estudio de arquitectura Carpenter & Crocker. El contratista de la obra McCook fue Thomas Reilly. Las construcciones costaron 300 000 dólares de 1906.
La familia McCook vivió en la mansión durante los años 1920. Debido a la Gran Depresión, la familia no pudo mantenerla y fue adquirida por Emil Bonavita Sr. por 28 000 dólares. Estos Bonavita comenzaron a alquilar habitaciones en los pisos superiores a estudiantes de la Universidad Carnegie Mellon.
En 2004, sufrió un incendio que afectó los pisos superiores. Una extensa renovación de la casa se completó en 2012, cuando se inauguró como un hotel boutique llamado "Mansions on Fifth Hotel". Es miembro de Historic Hotels of America, el programa oficial del National Trust for Historic Preservation.